# Diego de Lucena
Diego de Lucena fue un pintor barroco español, activo en Madrid en el primer tercio del siglo XVII, especializado en retratos, tanto en grande como en miniatura.
Diego de Lucena es conocido por los dos sonetos que Anastasio Pantaleón de Ribera (c. 1600 – 1629) dedicó a su retrato. Antonio Palomino, a quien se deben los únicos datos biográficos conocidos, reprodujo el que con el título: «A don Diego de Lucena, pintor famoso y grande ingenio, habiendo retratado al poeta», comienza:

En esa, Diego, lámina excedida
ni del griego pincel, ni del toscano
a los esfuerzos debe de tu mano
segundo aliento mi segunda vida.

Otro, al mismo asunto, decía: 

Poca, Diego, soy tinta, bien que debe
en esa tinta poca a tu pintura
tanto espíritu docta mi figura,
quanto pudo admitir lámina breve.
A ser eterna aún más por sí se atreve,
que por la fe de su materia dura,
otra vez animada criatura
luzes a tu pincel mi aliento debe.
Por ti buelvo a vivir, la imagen bella
que en la paciencia heroica de tu mano
quedó vocal, lo dize peregrina.
Tanta inmortalidad me adquiero en ella,
que entre el uno, y el otro ser humano,
sólo al primero temo mi ruina.

Según Palomino, Lucena, vecino de Madrid, era oriundo de Andalucía y de origen ilustre; discípulo de Velázquez, destacó en los retratos, «del cual hay varios en esta Corte, hechos con superior excelencia, en lo grande y en lo pequeño», pero citaba únicamente el de Pantaleón Ribera. Se trataría, pues, de otro de los pintores de origen hidalgo que según Lázaro Díaz del Valle se relacionaban con Velázquez, aunque nada de su mano se haya conservado.